# پوگتس
پوگتس (به آلمانی: Pogeez) یک شهر در آلمان است که در هرتسوگتوم لاونبورگ واقع شده‌است. پوگتس ۳۸۱ نفر جمعیت دارد.